# Prothemus tamdaoensis
Prothemus tamdaoensis es una especie de coleóptero de la familia Cantharidae.

## Distribución geográfica
Habita en Vietnam.